# Antiche unità di misura del circondario di Corleone
Sono qui riportate le conversioni tra le antiche unità di misura in uso nel circondario di Corleone e il sistema metrico decimale, così come stabilite ufficialmente nel 1877; non si riportano le unità di misura e di peso stabilite con la riforma del 1809, rese uniformi nell'intero Regno di Sicilia.
Nonostante l'apparente precisione nelle tavole, in molti casi è necessario considerare che i campioni utilizzati erano di fattura approssimativa o discordanti tra loro.

## Misure di lunghezza
Nel 1877 sono indicate in uso solo le unità ufficiali del 1809.

## Misure di superficie
Nel 1877, oltre alle unità ufficiali del 1809, sono indicate in uso alcune misure abusive.
| Comuni                                                                                          | Denominazione | Valore   | Unità |
| ----------------------------------------------------------------------------------------------- | ------------- | -------- | ----- |
| Corleone, Campofiorito, Chiusa Sclafani, Contessa, Giuliana, Palazzo Adriano, Prizzi, Roccamena | Salma         | 26794,87 | m²    |
| Corleone, Campofiorito, Chiusa Sclafani, Contessa, Giuliana, Palazzo Adriano, Prizzi, Roccamena | Tomolo        | 1674,68  | m²    |
| Bisacquino                                                                                      | Salma         | 22310,91 | m²    |
| Bisacquino                                                                                      | Tomolo        | 1394,43  | m²    |

La salma abusiva si divide in 16 tomoli, il tomolo in 4 mondelli, il mondello in 4 carozzi, il carozzo in 4 quarti, il quarto in 4 quartigli.
Il tomolo di Corleone, Campofiorito, ecc. ha per lato la corda di 20 canne abolite di Palermo.
Il tomolo di Bisacquino la corda di canne 18 e palmi 2 aboliti di Palermo.

## Misure di volume
Nel 1877 sono indicate in uso solo le unità ufficiali del 1809.

## Misure di capacità per gli aridi
Nel 1877, oltre alle unità ufficiali del 1809, sono indicate in uso alcune misure abusive.
| Comuni                                                                   | Denominazione                  | Valore   | Unità |
| ------------------------------------------------------------------------ | ------------------------------ | -------- | ----- |
| Tutti i comuni                                                           | Salma per frumento             | 275,0888 | L     |
| Tutti i comuni                                                           | Salma per orzi e legumi        | 343,8611 | L     |
| Corleone, Bisacquino, Campofiorito, Giuliana, Chiusa Sclafani, Roccamena | Salma per fave                 | 412,6333 | L     |
| Contessa                                                                 | Salma per lenti e seme di lino | 309,4750 | L     |
| Contessa                                                                 | Salma per fave e ceci          | 318,0715 | L     |

La salma per frumento usata in tutti i comuni è di 16 tomoli rasi.
La salma per orzi e legumi di 20 tomoli rasi.
La salma per fave di Corleone, Bisacquino, Campofiorito, ecc. di 24 tomoli rasi.
La salma per lenti e semi di lino di Contessa è di 18 tomoli rasi.
La salma per fave e ceci di Contessa di tomoli rasi 18 1/2.

## Misure di capacità per i liquidi
Nel 1877, oltre alle unità ufficiali del 1809, sono indicate in uso alcune misure abusive.
| Comuni                   | Denominazione          | Valore   | Unità |
| ------------------------ | ---------------------- | -------- | ----- |
| Corleone                 | Botte                  | 515,7916 | L     |
| Corleone                 | Quartara               | 12,8948  | L     |
| Bisacquino, Campofiorito | Botte                  | 412,6333 | L     |
| Bisacquino, Campofiorito | Carico                 | 103,1583 | L     |
| Chiusa Sclafani          | Botte per mosto e vino | 412,6333 | L     |
| Prizzi, Roccamena        | Botte per vino         | 412,6333 | L     |
| Contessa                 | Botte per mosto e vino | 412,6333 | L     |
| Giuliana                 | Botte per mosto        | 438,4229 | L     |
| Giuliana                 | Botte per vino         | 412,6333 | L     |
| Palazzo Adriano          | Botte per mosto        | 472,8090 | L     |
| Palazzo Adriano          | Botte per vino         | 429,8263 | L     |
| Prizzi                   | Botte per mosto        | 515,7916 | L     |
| Roccamena                | Botte per mosto        | 571,6690 | L     |

La botte di Corleone si divide in 40 quartare, la quartata in 15 quartucci legali.
La botte di Bisacquino e Campofiorito si divide in 4 carichi, il carico in 120 quartucci legali.
La botte per mosto di Chiusa Sclafani si divide in 4 carichi, il carico in 16 lancelle, la lancella in quartucci legali 7 1/2; la botte per vino è eguale a quella per mosto, ma si divide in 12 barili, e il barile in 40 quartucci legali.
La botte per vino di Prizzi e Roccamena si divide in 12 barili, il barile in 40 quartucci legali.
La botte di Contessa quando si usa per il mosto si divide in 4 carichi, il carico per mosto in 3 barili, e il barile in 40 quartucci legali. Quando la stessa botte si usa per il vino si divide in 6 carichi,
il carico per vino in 2 barili, il barile in 40 quartucci legali.
La botte per mosto di Giuliana si divide in 4 carichi, il carico per mosto in 15 lancelle, la lancella per mosto in quartucci legali 8 1/2.
La botte per vino di Giuliana si divide in 4 carichi, il carico per vino in 3 barili, il barile in 40 quartucci legali.
La botte per mosto di Palazzo Adriano si divide in 5 carichi, il carico in 110 quartucci legali.
La botte per vino di Palazzo Adriano si divide in 5 carichi, il carico in 100 quartucci legali.
La botte per mosto di Prizzi si divide in 15 barili, il barile por mosto in 40 quartucci legali.
La botte per mosto di Roccamena è di barili 16 e quartucci 25. Il barile per mosto di 40 quartucci legali.
| Comuni                                                                                          | Denominazione                      | Valore   | Unità |
| ----------------------------------------------------------------------------------------------- | ---------------------------------- | -------- | ----- |
| Corleone, Campofiorito, Chiusa Sclafani, Contessa, Giuliana, Palazzo Adriano, Prizzi, Roccamena | Cafiso di rotoli 10 = 7,934 kg     | 8,596527 | L     |
| Bisacquino                                                                                      | Cafiso di rotoli 10 1/2 = 8,331 kg | 9,026353 | L     |

## Pesi
Nel 1877, oltre alle unità ufficiali del 1809, sono indicate in uso alcune misure abusive.
| Comuni         | Denominazione            | Valore    | Unità |
| -------------- | ------------------------ | --------- | ----- |
| Tutti i comuni | Rotolo                   | 793,420   | g     |
| Tutti i comuni | Libbra                   | 317,368   | g     |
| Tutti i comuni | Oncia grossa             | 66,118333 | g     |
| Tutti i comuni | Trappeso per gli orefici | 0,881578  | g     |

Il rotolo legale si divide in 30 once alla sottile.
La libbra si divide in 12 once alla sottile, l'oncia in 4 quarte, la quarta in 2 dramme, la dramma in 3 scrupoli, lo scrupolo in 20 cocci, il coccio in 8 ottavi.
Cento rotoli fanno il cantaro.
Nella consuetudine locale il rotolo si divide in 12 once alla grossa.
La libbra legale si usa egualmente dai farmacisti e dagli orefici. Questi ultimi la dividono in 12 once, l'oncia in 30 trappesi, il trappeso in 16 cocci o denari.

## Territorio
Nel 1874 nel circondario di Corleone erano presenti 9 comuni divisi in 4 mandamenti.
- Bisacquino • Bisacquino, Campofiorito, Contessa
- Chiusa Sclafani • Chiusa Sclafani, Giuliana
- Corleone • Corleone, Roccamena
- Prizzi • Palazzo Adriano, Prizzi